# Marek Kondracki
 Marek Kondracki  (ur. 25 kwietnia 1958 w Sztabinie) – generał brygady Wojska Polskiego;  doktor nauk medycznych; szef Zarządu Wojskowej Służby Zdrowia Sztabu Generalnego WP (2004–2006);  szef - pełnomocnik MON ds. resortowej opieki zdrowotnej Inspektoratu Wojskowej Służby Zdrowia (2007).

## Życiorys
Marek Kondracki urodził się 25 kwietnia 1958 w Sztabinie. Absolwent: Wyższej Szkoły Oficerskiej Służb Kwatermistrzowskich (1982), studiów magisterskich w Szkole Głównej Planowania i Statystyki (SGPiS) (1985); studiów podyplomowych z zakresu ekonomii wojskowej w Wojskowej Akademii Politycznej (1988); studiów podyplomowych służby zagranicznej przy Polskim Instytucie Spraw Międzynarodowych (1993); doktor nauk medycznych (2002). W 1978 rozpoczął studia wojskowe jako podchorąży Wyższej Szkoły Oficerskiej Służb Kwatermistrzowskich, które ukończył w roku 1982 będąc promowany na stopień podporucznika i w tym samym roku objął stanowisko szefa wydziału finansów w 2 Brygadzie Saperów. 
W latach 1984–1987 pełnił służbę w Departamencie Finansów MON, gdzie był m.in. starszym oficerem Oddziału Emerytur i Odszkodowań, starszym specjalistą Oddziału Uposażeń żołnierzy oraz szefem Oddziału Organizacyjnego i Informatyki, Oddziału Emerytalnego. Po utworzeniu kas chorych został dyrektorem Biura Organizacyjnego wojskowej Kasy Ubezpieczenia Zdrowotnego. W 1999 został wyznaczony na stanowisko zastępcy dyrektora Branżowej Kasy Chorych dla Służb Mundurowych. Od stycznia 2004 był szefem Zarządu Wojskowej Służby Zdrowia Sztabu Generalnego WP. W sierpniu 2004 prezydent RP Aleksander Kwaśniewski mianował go do stopnia generała brygady. Od 1 stycznia 2007 do 6 kwietnia 2007 sprawował stanowisko szef – pełnomocnik MON ds. resortowej opieki zdrowotnej Inspektoratu Wojskowej Służby Zdrowia. W kwietniu 2007 w okresie urzędowania ministra obrony narodowej Aleksandra Szczygły, po 29 latach służby zakończył zawodową służbę wojskową. Na emeryturze był zastępcą i dyrektorem Departamentu Zdrowia w Ministerstwie Spraw Wewnętrznych i Administracji.

## Awanse
- podporucznik – 1982[2]

(...)
- generał brygady – 2004[6]

## Ordery, odznaczenia i wyróżnienia
- Brązowy Medal za Długoletnią Służbę[7]

i inne